# Top Methanol Funny Car

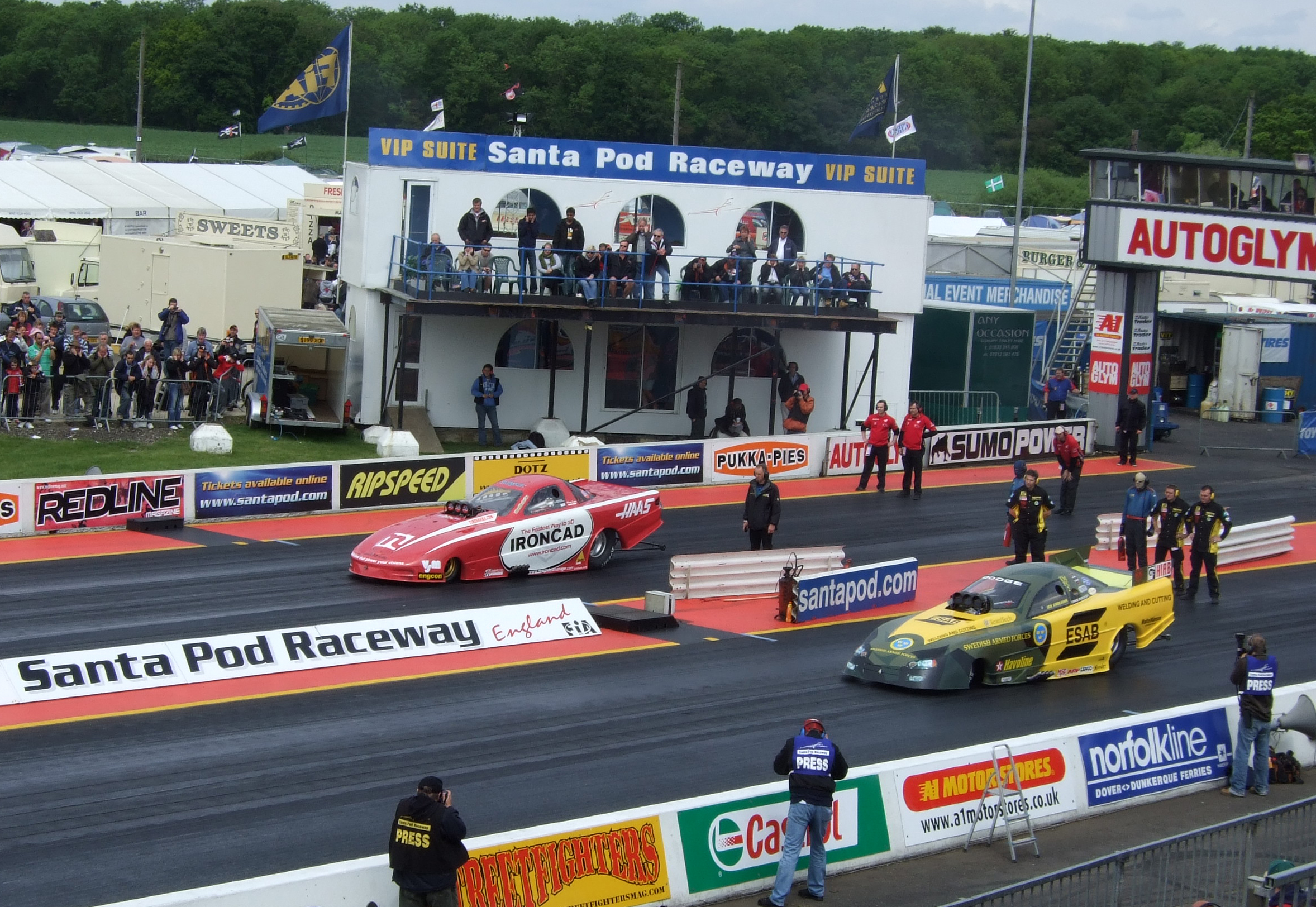
Ulf Leanders i den röda Ironcad-sponsrade bilen kör mot Leif Andreassons Swedish Army/Esab-sponsrade Funny Car på Santa Pod Raceway i England, Maj 2007.

Top Methanol Funny Car är en dragracingklass som ofta anses vara den svåraste att köra. Det som gör det så svårt att köra en Top Methanol Funny Car är att bilen har kort hjulbas och är växlad. 
Motorn är en kompressormatad V8 på maximalt 528 cui (8652.37 cc) i slagvolym och med en enkel mittmonterad kamaxel och två ventiler per cylinder. Motorn körs på ren metanol och utvecklar ca 3,000 HP 
En Top Methanol Funny Car behöver inte lika mycket nedåtpressande lufttryck som en Top Fuel Funny Car vilket medför att bakspoilern är mycket mindre. 
Tierp Arena 22-25 augusti 2013 EM deltävling,  Jonnie Lindberg, 23 år från Upplands Väsby körde 432,69 km/h, och är med det snabbast i världen. Att någon utanför USA kört snabbare än gällande Amerikanska rekord i motsvarande bilklasser har aldrig tidigare hänt.